# Mahajangasuchus
Mahajangasuchus – rodzaj krokodylomorfa z rodziny Mahajangasuchidae żyjącego w późnej kredzie na obszarze Madagaskaru. Został opisany w 1999 roku przez Gregory’ego Buckleya i Christophera Brochu w oparciu o niemal kompletny szkielet pozaczaszkowy odkryty w górnokredowych osadach formacji Maevarano w północno-zachodnim Madagaskarze. Od tego czasu odnaleziono kilka czaszek, w tym trzy niemal kompletne. Mahajangasuchus był dużym, masywnie zbudowanym zwierzęciem – osiągał około 4 m długości. Miał bardzo szeroki i płaski pysk oraz głęboką żuchwę. Prawdopodobnie był jednym z dominujących drapieżników w swoim ekosystemie. Jego zęby były bocznie spłaszczone i miały piłkowane krawędzie. Mahajangasuchus cechował się masywną przegrodą rozdzielającą nozdrza wewnętrzne, której przednie krawędzie kontaktowały się z brzuszną blaszką kości skrzydłowej, całkowicie otaczając nozdrza wewnętrzne.

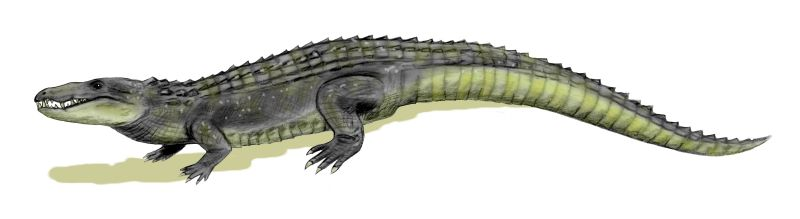
Rekonstrukcja

Buckley i Brochu początkowo przypisali Mahajangasuchus do grupy Mesoeucrocodylia, co w późniejszych pracach nie zostało zakwestionowane. Analiza filogenetyczna przeprowadzona w 2004 roku przez Ismara Carvalho i współpracowników zasugerowała przynależność rodzaju Mahajangasuchus do rodziny Peirosauridae i szczególnie bliskie pokrewieństwo z Uberabasuchus. Dla hipotetycznego kladu obejmującego te dwa rodzaje autorzy ukuli nazwę Mahajangasuchini. Według analizy Turnera i Buckleya z 2008 roku Mahajangasuchus jest bardziej zaawansowany niż Peirosauridae, lecz bardziej bazalny od kladu obejmującego rodzaj Stolokrosuchus i grupę Neosuchia (wpływ na pozycję filogenetyczną Mahajangasuchus miało jednak dodanie do analizy gatunku Trematochampsa taqueti, które na niektórych drzewach wskazywało bliższe pokrewieństwo Mahajangasuchus z Notosuchia niż z Neosuchia). Badania przeprowadzone przez Paula Sereno i Hansa Larssona w 2009 roku zasugerowały, że Mahajangasuchus należy do Neosuchia, a jego taksonem siostrzanym jest Kaprosuchus. Klad obejmujący te dwa rodzaje otrzymał nazwę Mahajangasuchidae. Analiza Turnera i Serticha (2010) ponownie zasugerowała jednak bliskie pokrewieństwo Mahajangasuchus (oraz Kaprosuchus, którego siostrzane relacje z Mahajangasuchus są silnie wspierane) z Peirosauridae, jednak wewnątrz kladu Notosuchia – umieszczenie kladu obejmującego Mahajangasuchidae i Peirosauridae w Neosuchia wymagałoby wydłużenia drzewa o dziewięć stopni w stosunku do najbardziej parsymonicznego.